# Jan Karski

Jan Karski, egentligen Jan Kozielewski, född 24 juni 1914 i Łódź, död 13 juli 2000 i Washington, D.C., var en polskfödd forskare och motståndsman under andra världskriget.
Karski besökte i egenskap av polsk patriot och katolsk humanist Warszawas getto efter de deportationer som vidtagits år 1942. Utklädd till vakt lyckades han ta sig in i vad han trodde var förintelselägret Bełżec där han vistades under en dag och då bevittnade massmord. 
1942 rapporterade Karski om situationen i Polen, i synnerhet förstörelsen av Warszawas getto och den metodiska Förintelsen, till den polska regeringen i exil, den brittiske utrikesministern Anthony Eden och USA:s president Franklin D. Roosevelt. 1943 och senare försökte han väcka opinionen i den anglosaxiska världen för judarnas förintelse. Han träffade återigen Roosevelt samt en rad amerikanska ledare: politiker, regeringstjänstemän, olika religiösa ledare, företrädare för media och filmindustrin, artister – dock utan resultat. 
Efter kriget och kommunisternas maktövertagande i Polen stannade han i exil och undervisade i statsvetenskap på Georgetown University i Washington. Han blev amerikansk medborgare 1954. 1985 publicerade han sin stora akademiska studie The Great Powers and Poland, 1919–1945.
Hans insatser under kriget föll i glömska men återupptäcktes i slutet av 1970-talet. För sina försök att stoppa Förintelsen blev Karski av Yad Vashem-institutet i Jerusalem utnämnd till Rättfärdig bland folken 1982. Han blev utsedd till hedersmedborgare i Israel 1994, efter 1989 dekorerades han med högsta utmärkelser i Polen och blev hedersdoktor vid flera universitet i Polen, USA och Israel.

## Filmer
- Shoah (1985) dokumentär om Förintelsen
- The Karski Report (2010) dokumentär om Jan Karski